# Abraham z Efezu
Abraham z Efezu – żyjący w VI wieku teolog, mnich, arcybiskup Efezu w Jonii (po 542 lub 553), ojciec Kościoła, autor wielu wpływowych rozpraw, święty Kościoła katolickiego.
Znany jest głównie z dwóch kazań: Spotkanie i Zwiastowanie Pańskie.  Homilia Abrahama z Efezu, wygłoszona najprawdopodobniej w Konstantynopolu między 530 a 550 rokiem, jest przypuszczalnie najstarszym świadectwem obchodów Zwiastowania Pańskiego na Wschodzie. Święto w Konstantynopolu potwierdzone jest w VI w., w Antiochii pod koniec VI w., natomiast w Jerozolimie w I połowie VII w. (na Zachodzie natomiast potwierdzenie w Rzymie i Hiszpanii datuje się na VII wiek).
W połowie VI wieku Abraham wzniósł klasztor Abrahamittenes w Golden Gate (Złota Brama) w Konstantynopolu i bizantyński klasztor w pobliżu Jerozolimy. Mnichów z opactw nazywano Abrahamitami.
Jego wspomnienie liturgiczne obchodzone jest 28 października.
Abrahamickich mnichów, męczenników z Konstantynopola, Kościół wspomina 8 lipca.